# Jacob Willem van 't Hoff
Jacob Willem van 't Hoff (Goudswaard, 21 oktober 1886 – Sint Laurens, 28 november 1961) was een Nederlands politicus van de ARP. 
Van 't Hoff werd geboren als zoon van Johan Hendrik van 't Hoff (1857-1942, predikant) en Maria Elizabeth Scherer (1860-1914). Hij was ambtenaar bij de technische dienst van de Rijkstelegraaf maar was daarnaast ook actief in de lokale politiek. Zo was hij vanaf 1919 lid van de gemeenteraad van Sint Laurens, en vanaf 1923 was hij daar ook wethouder. In 1930 werd Van 't Hoff benoemd tot burgemeester van die gemeente. Met ingang van 2 augustus 1944 werd een NSB'er benoemd tot burgemeester van Sint Laurens, maar na de bevrijding keerde Van 't Hoff terug in zijn oude functie. Daarnaast was voor de Tweede Wereldoorlog vanaf 1927 lid van de Provinciale Staten van Zeeland. Hij ging in 1951 met pensioen en overleed in 1961 op 75-jarige leeftijd.